# Erik Waaler
Erik Waaler (* 22. Februar 1903 in Hamar, Norwegen; † 3. März 1997 in Bergen) war ein norwegischer Mediziner, bekannt als einer der Entdecker des Rheumafaktors (RF).
Sein Vater Per Waaler war Arzt und seine Mutter Fredrikke Amalie Rynning Holtermann Komponistin und Violinistin. Waaler studierte Medizin an der Universität Oslo mit dem Abschluss 1927. Danach arbeitete er in den Kliniken von Hamar und am Universitätskrankenhaus Ullevål in Oslo und praktizierte 1929/30 als Arzt in Hamar. Anschließend war er drei Jahre im bakteriologischen Labor der norwegischen Armee in Oslo, zwei Jahre am Aker Krankenhaus und 1935/36 Assistenzarzt am Reichshospital in Oslo, wo er 1935 promoviert wurde (Studies on the dissociation of the dysentery bacilli) und in der Abteilung Pathologie als Forschungsassistent wirkte. 1936/37 war er rund ein Jahr an der Columbia University in der pathologischen Forschung. Danach war er wieder am Universitätskrankenhaus Ulleval und 1938 bis 1940 war er Prosektor am Reichshospital in Oslo. In dieser Zeit entdeckte er 1939 den Rheumafaktor. 1941 ging er ans Gade Institut in Bergen und 1948 bis zu seiner Emeritierung 1971 war er Professor für anatomische Pathologie und Rechtsmedizin an der Universität Bergen, an der er 1948 bis 1951 Dekan der Medizinfakultät und 1954 bis 1960 Rektor war.
Nach ihm entdeckten 1948 Charles Ragan und Harry M. Rose, die nichts von seiner Arbeit wussten, den Rheumafaktor in New York erneut. Ein Grund für die geringere Aufmerksamkeit von Waalers Veröffentlichung 1940 war, dass er zu vorsichtig war, um auf das diagnostische Potential seiner Entdeckung hinzuweisen.
Er ist Mitgründer des Armauer Hansen Forschungsinstituts in Addis Abeba, das besonders über Lepra forschte. Er war auch maßgeblich an der Auswahl der Universität Tromsø als dritter medizinischer Hochschule in Norwegen nach Oslo und Bergen beteiligt.
1959 wurde er Ritter und 1973 Kommandeur des St. Olav Ordens. Ab 1947 war er Mitglied der Norwegischen Akademie der Wissenschaften.
Sein Bruder Rolf Waaler (1898–2000) war Rektor der norwegischen Hochschule für Wirtschaft (NHH) in Bergen.
Waaler spielte Geige.